# Cratere Áli
Áli è un cratere sulla superficie di Callisto.